# Раменье (Хвойнинский район)
Раменье — деревня в Хвойнинском районе Новгородской области России. Относится к Юбилейнинскому поселению (до 2020 года — к Кабожскому сельскому поселению).
Деревня расположена к северу от путей Октябрьской железной дороги линии Санкт-Петербург — Мга — Кириши — Неболчи — Хвойная — Пестово — Сонково — Москва (Москва Савел.), ближайшая железнодорожная станция находится в административном центре сельского поселения — посёлке при станции Кабожа, расположенном в 10 км к юго-востоку от деревни.
В Боровичском уезде Новгородской губернии деревня относилась к Левочской волости.
Близ деревни — торфомассив Раменье, разрабатываемый Кушаверским торфопредприятием (ООО «Кушавераторф», п. Юбилейный), к востоку от деревни проложена узкоколейная железная дорога торфопредприя.

## Население
| 2009 | 2010 |
| ---- | ---- |
| 61   | ↘56  |